# Municipio de Santiago Ihuitlán Plumas
El municipio de Santiago Ihuitlán Plumas es uno de los 570 municipios del estado mexicano de Oaxaca. Su cabecera es la localidad de Santiago Ihuitlán Plumas.

## Geografía
El municipio de Santiago Ihuitlán Plumas colinda al norte con el municipio de Concepción Buenavista; al este con el municipio de Tepelmeme Villa de Morelos; al sur con los municipios de San Miguel Tequixtepec, Santiago Tepetlapa, San Mateo Tlapiltepec y Tlacotepec Plumas; y al oeste con el municipio de San Francisco Teopan.

## Localidades
El municipio de Santiago Ihuitlán Plumas cuenta con cuatro localidades.
| Localidad                | Población |
| ------------------------ | --------- |
| Santiago Ihuitlán Plumas | 211       |
| San Antonio Abad         | 112       |
| La Mexicana              | 15        |
| San Pedro                | 3         |

## Gobierno
El municipio de Santiago Ihuitlán Plumas se rige mediante el sistema de usos y costumbres.
| Presidente municipal            | Periodo   |
| ------------------------------- | --------- |
| Gilberto Santiago M.            | 1997-1999 |
| Bertín Mendoza Guarneros        | 1999-2000 |
| Juan Hernández López            | 2000      |
| Orlando Guarneros Lagunas       | 2002-2004 |
| Jorge Martínez Hernández        | 2005-2007 |
| Saúl Santiago Garnica           | 2008-2010 |
| Juan Martín Hernández Hernández | 2011-2013 |
| Bulmaro Cuevas Hernández        | 2013-2014 |
| Rigoverto Hernández Ramírez     | 2015-2017 |
| Ubaldo Ramírez García           | 2017-2019 |
| Benyuset Hernández González     | 2020-2022 |
| Benito López López              | 2023      |